# Mosonújfalu
Mosonújfalu (németül Neudorf bei Parndorf, horvátul Novo Selo) falu Ausztriában, Burgenlandban, a Nezsideri járásban.

## Fekvése
Burgenland északi részén Pándorfalu közelében fekszik, szomszédos települések Lajtafalu, Lajtakáta és Pándorfalu.

## Története
A települést 1074-ben „Nowendorf” alakban említik először. 1200-ban már állt Szent Lénárd tiszteletére szentelt temploma. 1529-ben bécsi hadjárata során elpusztította a török, ezt követően horvátokkal telepítették be, akik ma is a lakosság többségét alkotják. Anyakönyveit 1667-től vezetik.
Vályi András szerint "ÚJFALU. Horvát falu Mosony Várm. földes Ura Gr. Harrach Uraság, lakosai katolikusok, fekszik Párndorftól 1, Gatánhoz 1/2, Nizsiderhez 1, és Rorau Ausztriai Városhoz is egy órányira; egyenes, és sima határja 3 nyomásbéli, földgye követses, rozsot, és zabot középszerűen, egyebet pedig épen nem terem; réttyek, erdejek, és szőlejek nints, legelőjök tsekély, a’ helységben fakadó forráson malmok van; itt az Uraság selyem gyapjas birkákat neveltet; piatzok Nizsiderben, és az Ausztriai vásárokban."
Fényes Elek szerint "Ujfalu, (Neudorf), horvát falu, Moson vmegyében, a poson-soproni országutban: 1150 kath. lak., s paroch. templommal. A lakosok birnak 79 3/8 telek után 1354 hold harmad, 1355 negyedik osztálybeli szántóföldet, 4 hold rétet. F. u. gr. Harrach. Ut. p. Parndorf."
1910-ben 1040 lakosából 806 horvát, 116 magyar és 89 német volt, többségük római katolikus. 1921-ig Moson vármegye Nezsideri járásához tartozott, majd Ausztria Burgenland tartományának része lett. 2001-ben 729 lakosából 357 horvát, 307 német volt.

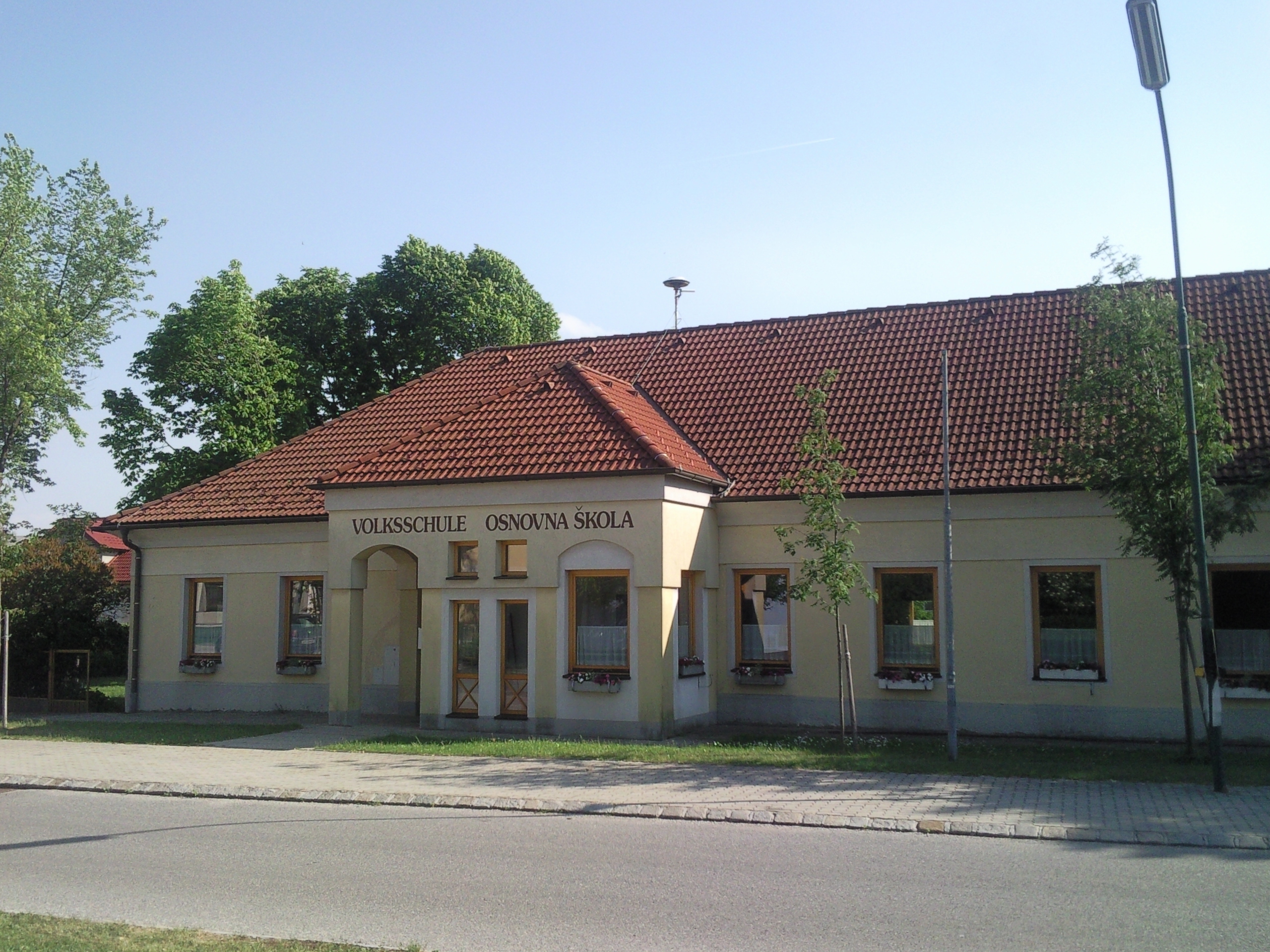
Az iskola épülete

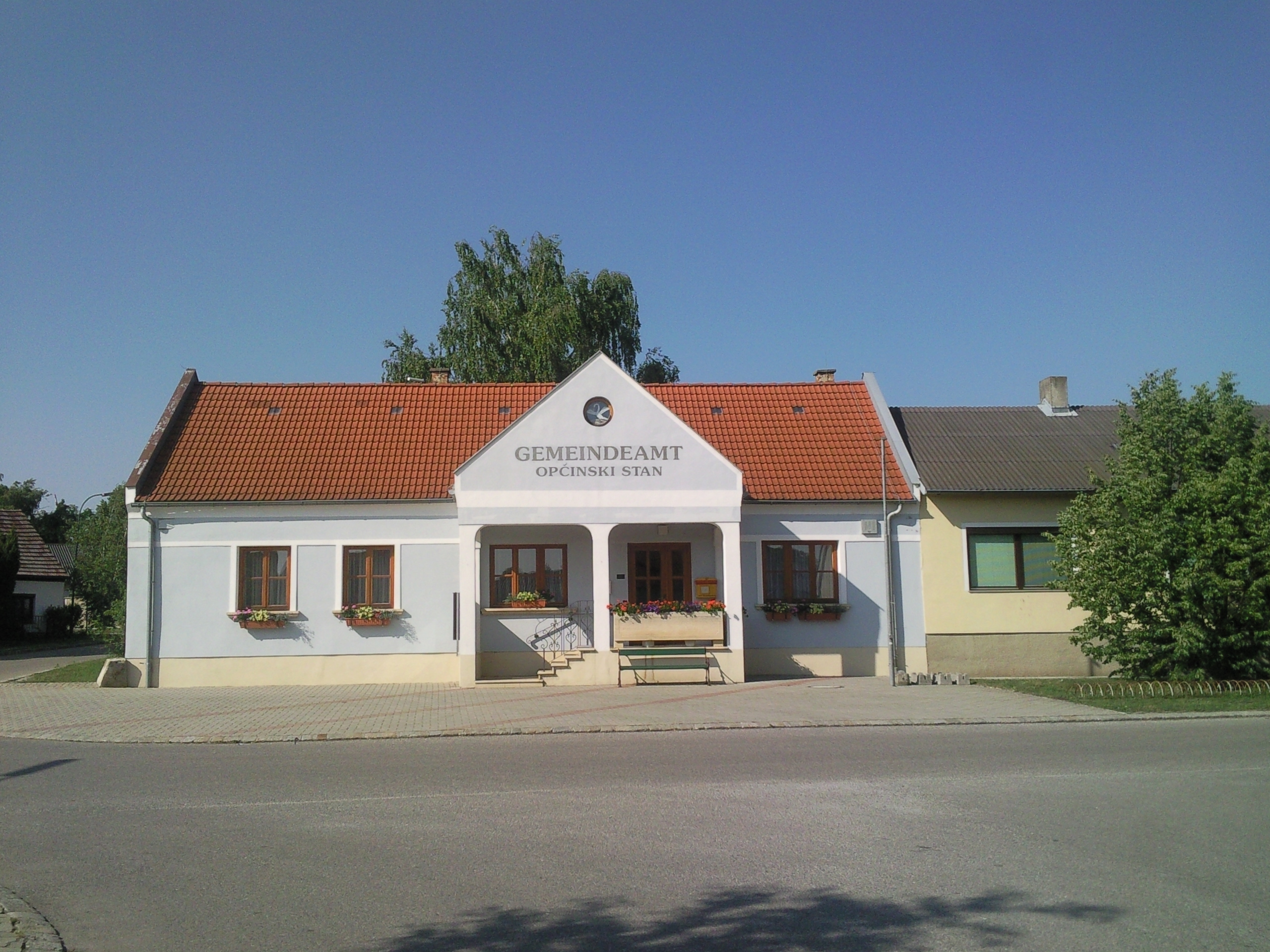
A községi hivatal

## Népessége
| 2016 | 715 |
| 2018 | 720 |

## Nevezetességei
Szent Lénárd tiszteletére szentelt római katolikus temploma 1629-ben épült.

## Híres személyek
- Laáb Mátyás - horvát író és fordító, itt szolgált plébánosként haláláig

## Külső hivatkozások
- Magyar katolikus lexikon
- A község az Osztrák Statisztikai Hivatal honlapján